# 히말라야, 바람이 머무는 곳
"히말라야, 바람이 머무는 곳"(Himalaya, Where The Wind Dwells)은 한국에서 제작된 전수일 감독의 2008년 드라마, 가족, 모험 영화이다. 최민식 등이 주연으로 출연하였고 김동주 등이 제작에 참여하였다.

## 출연

### 주연
- 최민식

### 조연
- 츠링 키펄 구릉
- 텐징 셀파

## 기타
- Line PD: 서용우
- 제작책임: 김륜희
- 제작실장: 한호정
- 제작부장: 윤석동
- 제작부: 김완
- 제작고문: 전찬일
- 제작회계: 정다혜
- 제작투자: 진위명
- 제작투자: 탁성찬
- 제작투자: 김정열
- 투자책임: 오화정
- 공동제작: 박재형
- 공동제작: 서효승
- 제작관리부문: 손민경
- 제작관리부문: 김민정
- 제작관리부문: 추소연
- 제작관리부문: 한재필
- 제작관리부문: 권선영
- 촬영부: 김홍기
- 촬영부: 박정훈
- 촬영부: 남영우
- 촬영부: 김수현
- 조명: 이준식
- 조명부: 김대열
- 조명부: 김학도
- 조명부: 이상훈
- 조연출: 박제욱
- 연출부: 김준형
- 연출부: 김우영
- 스크립터: 김민지
- 동시녹음: 김신용
- 붐오퍼레이터: 김준택
- 붐오퍼레이터: 최민호
- 미술: 조윤아
- 미술팀: 김주현
- 미술팀지원: 이상목
- 미술팀지원: 양영진
- 분장: 한민정
- 의상: 한민정
- 네가편집: 정진희
- 네가편집: 이윤희
- 해외촬영부문: 라젠드라 K. 타쿠리
- 포스터: 김영실
- 촬영버스: 안광남
- 지도: 박명희
- 지도: 김덕환
- 조명지원팀: 김문준
- 음악부문: 전성식
- 음향부문: 이승철
- 분장-의상팀: 김슬아
- 메이킹편집: 디지코어
- 협찬: 린다유
- 현상부문: 박창인
- 해외촬영부문: 까말 바하두르 라이
- 조명지원팀: 김창훈
- 예고편: 남화정
- 음악부문: 최영희
- 음향부문: 이성진
- 현상부문: 주성충
- 해외촬영부문: 인드라 바둠 디말
- 음악부문: 장준선
- 음향부문: 한명환
- 현상부문: 강혜원
- 해외촬영부문:
- 음향부문: 송윤재
- 현상부문: 채동겸
- 해외촬영부문: 햄 찬드라
- 음향부문: 정진영
- 현상부문: 최광진
- 해외촬영부문: 머니스 프라단
- 음향부문: 남지은
- 해외촬영부문: 카르마 체왕 암도
- 음향부문: 백여진
- 현상부문: 김경현
- 현상부문: 송영철
- 해외촬영부문: 아미트 리살
- 음향부문: 김용국
- 현상부문: 김상휘
- 해외촬영부문: 우탐 칸드
- 음향부문: 문재홍
- 현상부문: 최정곤
- 해외촬영부문: 페마 레징
- 현상부문: 김성국
- 해외촬영부문:
- 음향부문: 김재경
- 현상부문: 권오기
- 해외촬영부문: 프렘 네팔리
- 음향부문: 이상현
- 현상부문: 박민철
- 해외촬영부문: 라이 네팔리
- 음향부문: 박기영
- 현상부문: 서광열
- 해외촬영부문: 두바 라이
- 현상부문: 윤정환
- 해외촬영부문: 람 라이
- 현상부문: 주광동
- 해외촬영부문: 룩만 라이
- 현상부문: 송성훈
- 해외촬영부문: 람 B. 라이
- 현상부문: 주광동
- 현상부문: 오병걸
- 현상부문: 양정철
- 메이킹: 백의정
- 보험: 안용진
- 보험: 류인종